# Municipio de Lovejoy
El municipio de Lovejoy (en inglés: Lovejoy Township) es un municipio ubicado en el condado de Iroquois en el estado estadounidense de Illinois. En el año 2010 tenía una población de 406 habitantes y una densidad poblacional de 4,52 personas por km².

## Geografía
Según la Oficina del Censo de los Estados Unidos, el municipio tiene una superficie total de 89.85 km², de la cual 89,85 km² corresponden a tierra firme y (0 %) 0 km² es agua.

## Demografía
Según el censo de 2010, había 406 personas residiendo en el municipio de Lovejoy. La densidad de población era de 4,52 hab./km². De los 406 habitantes, el municipio de Lovejoy estaba compuesto por el 100 % blancos. Del total de la población el 2,71 % eran hispanos o latinos de cualquier raza.